# Edward Hebern
Edward Hugh Hebern (* 23. April 1869 in Streator, Illinois; † 10. Februar 1952) war ein US-amerikanischer Kryptologe. Er erfand eine der ersten Rotor-Chiffriermaschinen.

## Leben
Als Kleinkind zog Hebern nach Bloomington (Illinois), bevor er im Alter von 14 auf einem Bauernhof in der Nähe der Stadt Odin lebte und arbeitete. Später arbeitete er als Zimmermann. Er starb im Alter von 82 Jahren an den Folgen eines Herzanfalls.

## Werk

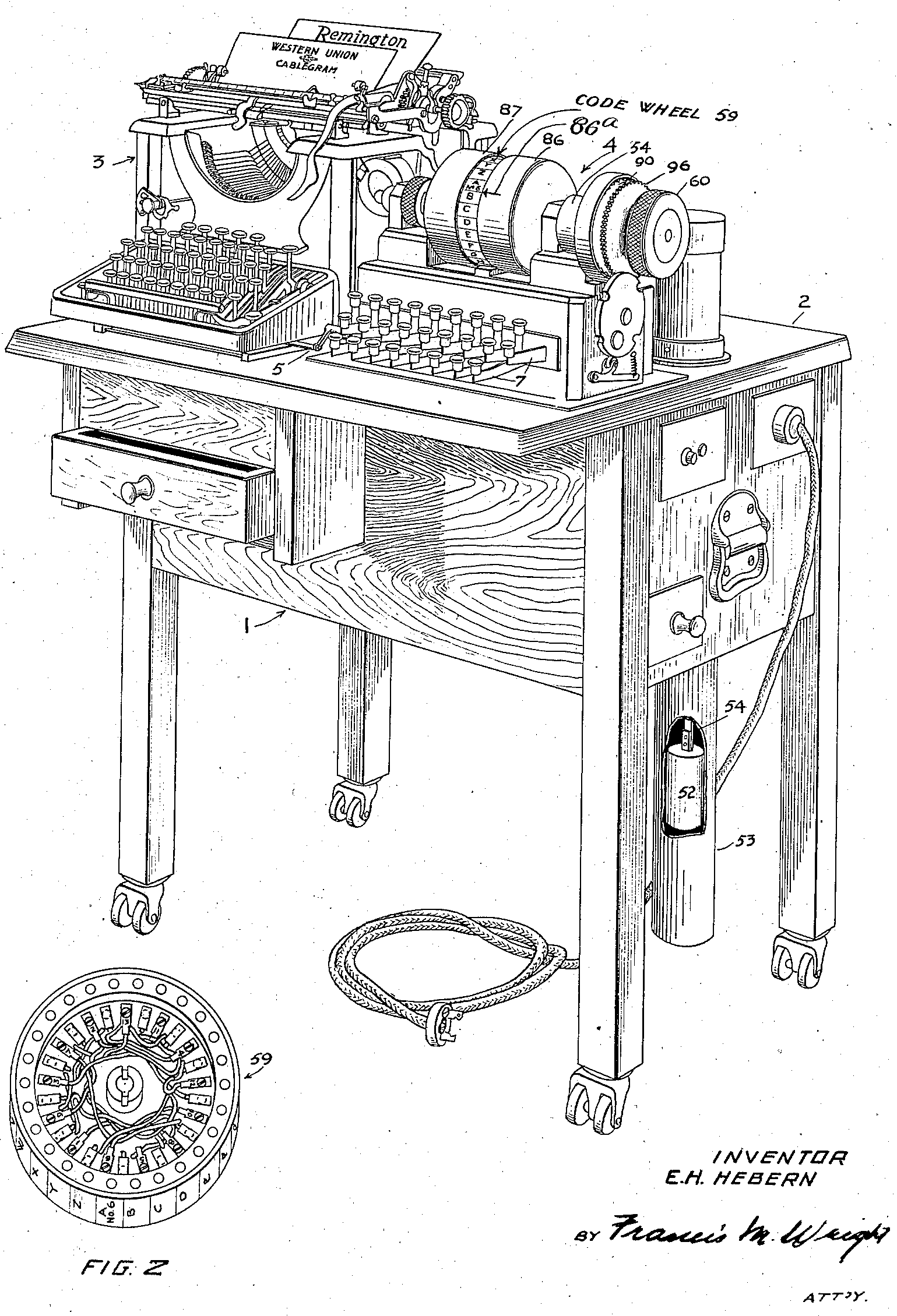
Zeichnung aus Heberns Patentschrift

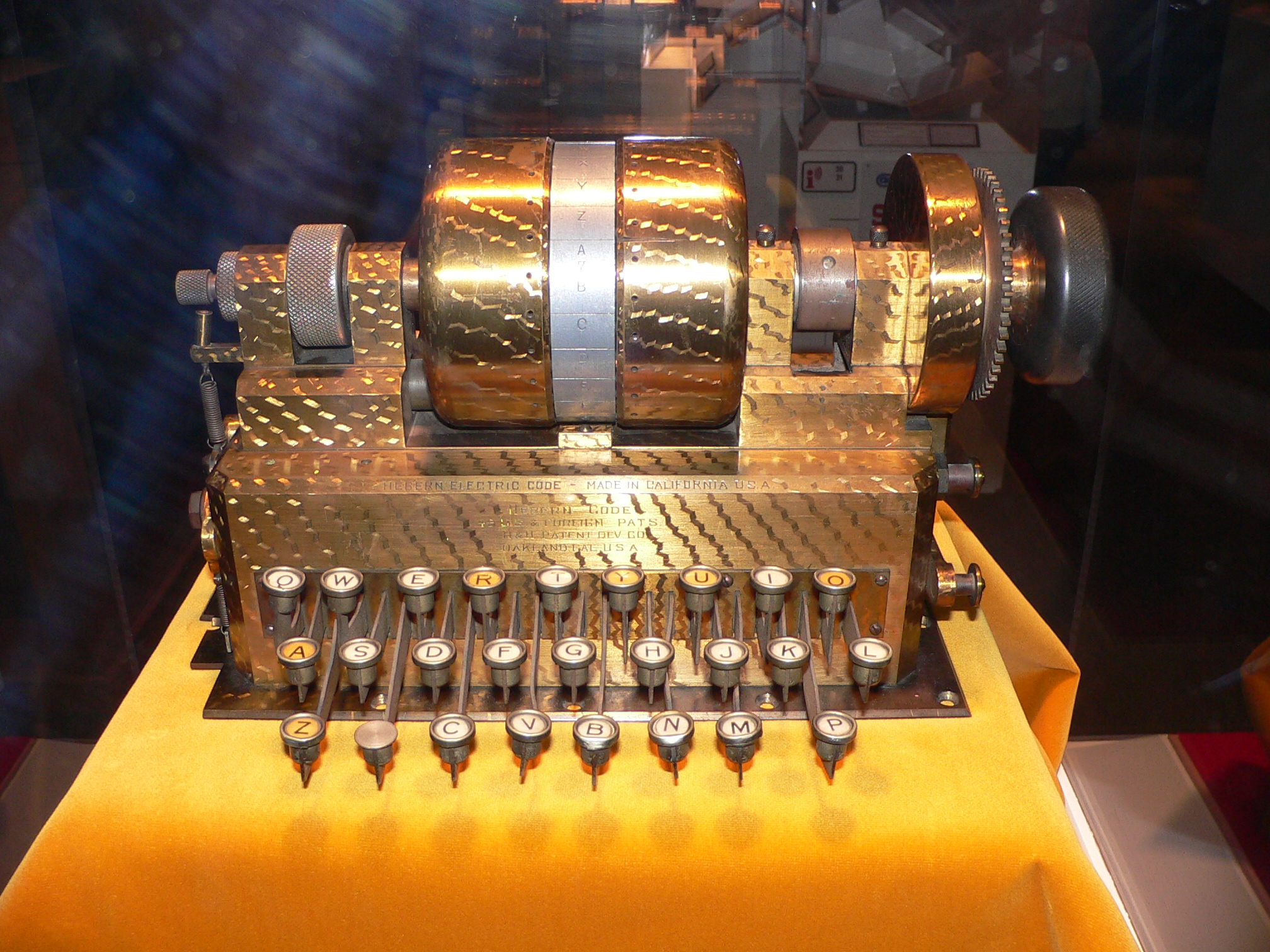
Nachbau von Heberns elektrischer Rotor-Schlüsselmaschine, der Electric Code Machine

Im Jahre 1917 erfand Edward Hebern eine der ersten Rotor-Chiffriermaschinen und meldete sie 1921 zum Patent an. Ohne, dass er es wusste, hatten kurz zuvor, im Jahr 1915, die beiden niederländischen Marineoffiziere Theo van Hengel und Rudolf Spengler in Batavia (damals Hauptstadt von Niederländisch-Indien, heute Jakarta, Hauptstadt von Indonesien) die weltweit erste Rotor-Schlüsselmaschine erfunden. Ihnen wurde jedoch nicht gestattet, ihre Erfindung zum Patent anzumelden. Hebern gründete eine Firma in Kalifornien, die Hebern Electric Code company, um seine Hebern Electric Code Machine zu vermarkten. Eine seine Mitarbeiterinnen war Agnes Meyer, die im Jahr 1923 die US Navy in Washington, D.C. verließ, um für ihn zu arbeiten.
Heberns Rotor-Schlüsselmaschine erwies sich (ähnlich wie später auch die deutsche Enigma) als weniger sicher gegen unbefugte Entzifferung als zunächst angenommen. Der amerikanische Kryptologe William F. Friedman konnte kryptographische Schwächen des „Hebern-Prinzips“ aufdecken, nachdem die Methode der US-Regierung angeboten worden war. Heberns Unternehmen gelang kein großer wirtschaftlicher Erfolg, so dass bald auch Agnes Meyer wieder nach Washington zurückkehrte, um ab 1924 weiter für die US Navy zu arbeiten. Friedman entwickelte in der Folge eine weitaus kompliziertere und kryptographisch deutlich bessere Rotor-Schlüsselmaschine, die im Zweiten Weltkrieg eine wichtige Rolle spielen sollte und niemals gebrochen werden konnte. Sie wurde unter dem Namen SIGABA berühmt.